# ジョイン・トゥゲザー (アルバム)
『ジョイン・トゥゲザー』（Join Together）は、イングランドのロック・バンドのザ・フーが1990年に発表したライブ・アルバム。結成25周年を記念して1989年に行われた再結成ツアーから、アメリカ合衆国で開かれたコンサートの音源を収録した。

## 解説

### 経緯
ザ・フーの歴史は、1964年にピート・タウンゼント（ギター、ヴォーカル）、ロジャー・ダルトリー（リード・ヴォーカル）、ジョン・エントウィッスル（ベース・ギター、ヴォーカル）、キース・ムーン（ドラムス）の顔ぶれで始まった。1978年にムーンが死去すると、彼等は元フェイセズのケニー・ジョーンズを迎えて活動を続けたが、1983年に解散した。6年後の1989年、タウンゼント、ダルトリー、エントウィッスルが結集して、結成25周年を記念してThe Kids Are Alright Tourと銘打ったツアーをザ・フーの名義で行なった。
3人以外のツアー・メンバーには、タウンゼントが1985年から1986年にかけてライブ活動の為にドラマーのサイモン・フィリップスやキーボーディストのジョン・バンドリックを迎えて編成したディープ・エンド（Deep End）のメンバーが流用された。フィリップスは、過去にタウンゼントのソロ・アルバム『エンプティ・グラス』（1980年）、『チャイニーズ・アイズ』（1982年）、『ホワイト・シティ』（1985年）に参加し、当時制作されていた『アイアン・マン』にも名前を連ねていた。またディープ・エンドのメンバーの他に、後述する理由で、元アトミック・ルースターのギタリストでポール・ヤングのアルバムに参加してきたスティーヴ・ボルトンを迎えた。
The Kids Are Alright Tourは、1989年6月21日から9月3日までアメリカ合衆国とカナダ、10月6日から11月2日までイングランドで行なわれた。幾つかのコンサートでは、アルバム『トミー』（1969年）の発表20周年を記念してほぼ全曲が演奏され、8月25日のユニバーサル・アンフィシアター（ロサンゼルス）でのコンサートと10月31日のロイヤル・アルバート・ホール（ロンドン）でのコンサートでは、スティーヴ・ウィンウッド（伝道師役）、ビリー・アイドル（従兄弟のケヴィン役）、パティ・ラベル（アシッド・クイーン役）、エルトン・ジョン（ピンボール・チャンピオン役）、フィル・コリンズ（叔父のアーニー役）が客演した。
当時タウンゼントは難聴に悩まされており、一方で大音響に晒されると耳鳴に苦しめられるようになったので主にアコースティック・ギターを弾くようになり、このツアーではボルトンにエレクトリック・ギターを任せることが多かった。また彼は8月16日のタコマ公演の本編最後の曲だった「無法の世界」で、右腕を伸ばし大きく回転させながらギターを弾くという得意のウィンドミル奏法を披露している時に、誤ってエレクトリック・ギターに取り付けられたビブラート・ユニットのアームを右手の薬指と小指の根元付近に突き刺してしまい、途中退場して病院に急行しなければならなかった。ダルトリーはツアーを通じて胃に問題を抱えており、後に外科手術を受けることになった。このような様々な困難や出来事があったにも拘らず、ツアーは盛況のうちに成功裏に終了した。

### 内容
本作には複数の公演のライブ音源が編集されているが、6月27日のラジオシティ・ミュージックホール（ニューヨーク）と8月25日のユニバーサル・アンフィシアター（ロサンゼルス）でのコンサートにおける録音が中心となっている。
ディスク1はユニバーサル・アンフィシアターでのコンサートでの『トミー』の再演を収録した。このコンサートでは、上記の客演者を迎えて、これまでライブでは演奏されたことがなかった「従兄弟のケヴィン」、「センセイション」を含めて22曲が演奏された。但し本作では、客演者が登場した「光を与えて」、「従兄弟のケヴィン」、「アシッド・クイーン」、「ピンボールの魔術師」、「フィドル・アバウト」、「トミーズ・ホリデイ・キャンプ」は除かれ、これら6曲にはラジオシティ・ミュージックホールでのコンサートの音源が収録された。
ディスク2にはザ・フーの過去の楽曲に加えて、新曲「ディグ」とタウンゼントのソロ名義の楽曲が収録された。「恋のマジック・アイ」はムーンが在籍していた1967年に全米チャートの9位にまで上って、ザ・フーのアメリカでの最大のシングル・ヒットになった曲だが、コンサートでは殆んど取り上げられず、今回のツアーでバンドがツイン・ギター編成となったことでセットリストに加えられた。「トリック・オブ・ザ・ライト」はムーンの在籍期間中の最後のアルバム『フー・アー・ユー』（1978年）の収録曲で、スタジオ録音版と異なり、ダルトリーに代わって作者のエントウィッスルがリード・ヴォーカルを担当した。
母国イギリスでは1990年3月24日付の全英アルバムチャートで59位を記録した。

## 収録曲
特記なき楽曲は作詞・作曲ともピート・タウンゼントによる。

### ディスク1
1. 序曲 - "Overture" - 5:27
2. 1921 - "1921" - 2:52
3. すてきな旅行 - "Amazing Journey" - 3:07
4. スパークス - "Sparks" - 4:35
5. 光を与えて - "The Hawker (Eyesight to the Blind)" (Sonny Boy Williamson II) - 2:17
6. クリスマス - "Christmas" - 4:24
7. 従兄弟のケヴィン - "Cousin Kevin" (John Entwistle) - 3:56
8. アシッド・クイーン - "The Acid Queen" - 3:44
9. ピンボールの魔術師 - "Pinball Wizard" - 4:20
10. 大丈夫かい - "Do You Think It's Alright?" - 0:23
11. フィドル・アバウト - "Fiddle About" (J. Entwistle) - 1:38
12. ドクター - "There's a Doctor" - 0:19
13. ミラー・ボーイ - "Go to the Mirror!" - 3:23
14. 鏡をこわせ - "Smash the Mirror" - 1:09
15. トミー、聞こえるかい - "Tommy, Can You Hear Me?" - 0:57
16. 僕は自由だ - "I'm Free" - 2:11
17. 奇蹟の治療 - "Miracle Cure" - 0:23
18. サリー・シンプソン - "Sally Simpson" - 4:18
19. センセイション - "Sensation" - 2:21
20. トミーズ・ホリデイ・キャンプ - "Tommy's Holiday Camp" (Keith Moon) - 0:57
21. ウィア・ノット・ゴナ・テイク・イット - "We're Not Gonna Take It" - 8:44

### ディスク2
1. エミネンス・フロント - "Eminence Front" - 5:43
2. フェイス・ザ・フェイス - "Face the Face" - 6:11
3. ディグ - "Dig" - 3:59
4. 恋のマジック・アイ - "I Can See for Miles" - 3:43
5. ア・リトル・イズ・イナフ - "A Little Is Enough" - 5:05
6. 5時15分 - "5:15" - 5:47
7. 愛の支配 - "Love Reign O'er Me" - 5:58
8. トリック・オブ・ザ・ライト - "Trick of the Light" (J. Entwistle) - 5:39
9. ラフ・ボーイズ - "Rough Boys" - 4:34
10. ジョイン・トゥゲザー - "Join Together" - 5:11
11. ユー・ベター・ユー・ベット - "You Better You Bet" - 5:33
12. ビハインド・ブルー・アイズ - "Behind Blue Eyes" - 3:45
13. 無法の世界 - "Won't Get Fooled Again" - 9:34

## 参加ミュージシャン
バンド
- ロジャー・ダルトリー - ヴォーカル
- ピート・タウンゼント - ギター、ヴォーカル
- ジョン・エントウィッスル - ベース・ギター、ヴォーカル

- スティーヴ・“ボルツ”・ボルトン - ギター
- ジョン・"ラビット"・バンドリック - ピアノ、キーボード
- サイモン・フィリップス - ドラムス
- ジョディ・リンスコット - パーカッション

キック・ホーンズ
- サイモン・クラーク[14] - アルト・サクソフォーン、バリトン・サクソフォーン
- ティム・サンダース[15] - テナー・サクソフォーン
- ロディ・ロリマー - トランペット
- サイモン・ガードナー[16] - トランペット
- ニール・シドウェル[17] - トロンボーン

バックグラウンド・ヴォーカル
- ビリー・ニコルス
- Chyna[18]
- クリーブランド・ワトキス